# Jean Baptiste Pelletier
Jean Baptiste Pelletier (ur. 1777, zm. 1862) – generał brygady armii Księstwa Warszawskiego, generał dywizji armii francuskiej. Francuz odkomenderowany do wojsk polskich, odznaczony w Księstwie Warszawskim Krzyżem Kawalerskim Orderu Virtuti Militari.
Od 1794 w służbie jako oficer artylerii. Brał udział w wojnach napoleońskich. W 1808 w stopniu pułkownika odkomenderowany do armii Księstwa Warszawskiego na dowódcę artylerii. Generał z 1808 z nominacją na Inspektora Artylerii i Inżynierii. Zorganizował te formacje na wzór francuski. Utworzył Biuro Topograficzne.
Brał udział w kampanii austriackiej 1809. Zasłużył się przy zdobyciu twierdzy Zamość. Podczas kampanii 1812 dostał się do niewoli rosyjskiej. Powrócił do służby francuskiej w końcu 1814. Zajmował w niej wysokie stanowiska dowódcze m.in. w stopniu generała dywizji był komendantem Szkoły Wojskowej w Metzu.